# Trofeji Valencije C.F.
Valencia je španjolski nogometni klub. Ova stranica sadrži povijesne i aktualne trofeje koje se odnose na klub.

## Regionalni naslovi (12)
- Campeonato de Levante 3:

1922-23, 1924-25, 1936-37
- Campeonato de Valencia 8:

1925-26, 1926-27, 1930-31, 1931-32, 1932-33, 1933-34, 1937-38, 1939-40
- Trofeo Feria de Julio 1:

1921

## Nacionalni naslovi (17)
- La Liga naslovi: 6

1941/42, 1943/44, 1946/47, 1970/71, 2001/02, 2003/04
- Copa del Rey: 7

1940/41: 3-1 vs. RCD Espanyol
1948/49: 1-0 vs. Athletic Bilbao
1953/54: 3-0 vs. FC Barcelona
1966/67: 2-1 vs. Athletic Bilbao
1978/79: 2-0 vs. Real Madrid
1998/99: 3-0 vs. Atlético Madrid
2007/08: 3-1 vs. Getafe CF
- Supercopa de España: 2

1949: 7-4 vs. FC Barcelona
1999: 4-3 vs. FC Barcelona
- Segunda División: 2

1930/31, 1986/87

## Međunarodni naslovi (7)
- Kup UEFA: 3  (rekord)

1961/62: 7-3 vs. FC Barcelona
1962/63: 4-1 vs. Dinamo Zagreb
2003/04: 2-0 vs. Olympique Marseille
- Kup pobjednika kupova: 1

1979/80: 0-0 (5-4 pen.) vs. Arsenal FC
- Europski superkup: 2

1980: 2-2 (Valencia pobijedila radi golova u gostima) vs. Nottingham Forest
2004: 2-1 vs. FC Porto
- Intertoto kup: 1

1998: 4-1 vs. SV Salzburg

## Prijateljska natjecanja (55)
- Naranja Trofej (21): 1961., 1962., 1970., 1975., 1978., 1979., 1980., 1983., 1984., 1988., 1989., 1991., 1993., 1994., 1996., 1998., 1999., 2001., 2002., 2006., 2008.
- Ciudad de Valencia Trofej (4): 1988., 1990., 1993.,1994.
- Copa Generalitat Trofej (3): 1999., 2001., 2002.
- Ciudad de la Línea Trofej (2): 1970., 1993.
- Martini Rossi Trofej (2): 1948. – 49,1949. – 50
- Teresa Herrera Trofej (1): 1952.
- Concepción Arenal Trofej (1): 1954.
- Ciudad de México Trofej (1): 1966.
- Ramón de Carranza Trofej (1): 1967.
- Bodas de Oro Trofej (1): 1969.
- Paris Saint-Germain Trofej (1): 1975.
- Ibérico Trofej (1):  1975.
- Comunidad Valenciana Trofej (1):  1982.
- 75 Aniversario Levante UD Trofej (1):  1984.
- Festa d'Elx Trofej (1): 1991.
- Groningen Trofej (1): 1992.
- La Laguna Trofej (1): 1992.
- Ciudad de Palma Trofej (1): 1993.
- Villa de Benidorm Trofej (1): 1993.
- 80 Aniversario San Mamés Trofej (1): 1993.
- Joan Gamper Trofej (1): 1994.
- Ciudad de Benidorm Trofej (1): 1994.
- Ciudad de Mérida Trofej (1): 1995.
- Ciudad de Barcelona Trofej (1): 1995.
- Copa Fuji Trofej (1): 1997.
- de la Cerámica Trofej (1): 2001.
- Ladbrokes.com cup Trofej (1): 2003.
- Thomas Cook Trofej (1): 2007.

| Valencia Club de Fútbol                                     | Valencia Club de Fútbol           |
| ----------------------------------------------------------- | --------------------------------- |
|                                                             |                                   |
| Igrači • Treneri • Statistika • Sezone • Trofeji • Povijest |                                   |
|                                                             |                                   |
| Ekipe                                                       | Valencia C.F. • Valencia Mestalla |
|                                                             |                                   |
| Stadioni                                                    | Estadio Mestalla • Nou Mestalla   |
|                                                             |                                   |
| Povezani članci                                             | Los Che                           |

| Valencia Club de Fútbol                                     | Valencia Club de Fútbol           |
| ----------------------------------------------------------- | --------------------------------- |
|                                                             |                                   |
| Igrači • Treneri • Statistika • Sezone • Trofeji • Povijest |                                   |
|                                                             |                                   |
| Ekipe                                                       | Valencia C.F. • Valencia Mestalla |
|                                                             |                                   |
| Stadioni                                                    | Estadio Mestalla • Nou Mestalla   |
|                                                             |                                   |
| Povezani članci                                             | Los Che                           |